# 林溥來
林溥來（英語：Patrick Lam Po Loy，1977年2月15日—），人稱Patrick Sir，香港通識科及英文科補習教師、補習社 EDFLOW Learning Center（EDFLOW）創辦人、現為無綫電視經理人合約男藝員。

## 背景
林溥來早年在九龍橫頭磡邨成長，曾就讀聖博德學校（1982年至1985年），畢業於喇沙小學（1989年小六）及喇沙書院（1994年中五；1996年中七），之後分別於香港科技大學及香港中文大學獲得學士及碩士學位。在大學讀書時，林溥來曾是香港甲一組發景及永倫籃球隊隊員。另一方面，他又兼職拍攝電視及雜誌廣告。
2005年，林溥來開辦 EDFLOW Learning Center。在辦學初期，他兼教英文、數學、科學等科目。其後補習社業務擴展，至2010年已擴展至三間分校。2009年，他獲無綫電視邀請，於無綫電視收費兒童台節目《通識通通識》擔任專家主持，也為無綫電視節目《放學ICU》中「Patrick Sir英語通通識」的環節及《智激校園》中分別擔任專家主持及首席評判。除了學術領域之外，林溥來亦參與其他如文化、旅遊及綜藝等電視節目，亦有為一些大型公開活動當嘉賓及評判。此外，林溥來也為多間雜誌及報章撰寫專欄如《太陽報》的「通識攻略」專欄、《「兒童快報」》的通識專欄等，並且為學生編寫教材用書。
目前，林溥來是私立幼稚園「伽利利國際幼稚園」的校監。同時於無綫電視主持節目《東張西望》以及《Think Big 天地》。
2018年4月由基本藝人轉為經理人合約。2020年入圍《萬千星輝頒獎典禮2020》「飛躍進步男藝員」。翌年憑《東張西望》入圍《萬千星輝頒獎典禮2021》「最佳男主持」最後五強。

## 個人生活
- 2011年與無綫電視藝人關宛珊因拍攝飲食節目而認識，其後承認交往[8]，兩人於2016年在關島秘密註冊結婚[9]。
- 林溥來接受訪問時表示家中有四兄弟，他排行第三。雖然他還有一個弟弟，但是弟弟在他讀中三時（1991年）不幸逝世。

## 演出作品

### 電影
| 首映   | 電影   | 角色       |
| 2000年 | 十二夜 | 列車乘客   |
| 2002年 | 無間道 | 重案組警員 |

### 主持節目
| 首播              | 節目                                                             | 備註                                         |
| 無綫電視          |                                                                  |                                              |
| 2012-2014年1月9日 | 放學ICU                                                          | 「Patrick Sir 英語通通識」環節               |
| 2012年            | 澳門足跡                                                         | 與劉思希主持                                 |
| 2012年            | 勁食日本一                                                       | 與關宛珊主持                                 |
| 2012年            | 智激校園                                                         |                                              |
| 2013年            | 《霎時感動》第三輯                                               | 第9集「十分鐘的面談」                        |
| 2014年            | 好在一個人                                                       | 與黎芷珊、譚玉瑛主持                         |
| 2014-?年          | 猩猩補習班                                                       |                                              |
| 2015-2021年       | Think Big 天地                                                   | Kids VIP於2021年8月15日嘉賓                  |
| 2016年至今        | 東張西望                                                         |                                              |
| 2018年            | 國際中華小姐競選                                                 |                                              |
| 2019年            | 金豕報歲花車巡遊匯演                                             |                                              |
| 2019年            | 公益金萬眾同心50年                                               |                                              |
| 2019年            | 2018香港藝術發展獎頒獎禮                                         |                                              |
| 2019年6月-2020年  | 今日VIP                                                          |                                              |
| 2020年            | 慶祝中華人民共和國香港特別行政區成立二十三周年升旗儀式暨慶祝酒會 |                                              |
| 2020年            | 全民開講齊抗疫                                                   |                                              |
| 2020年            | 萬眾同心公益金                                                   |                                              |
| 2020年            | 明愛暖萬心                                                       |                                              |
| 2020年            | 2020香港小姐競選決賽                                             |                                              |
| 2020年            | TVB節目巡禮2021                                                  |                                              |
| 2020年            | 萬千星輝賀台慶                                                   |                                              |
| 2021年            | 明愛暖萬心                                                       |                                              |
| 2021年            | 華萃薪傳：第一屆全港小學中國歷史文化常識問答比賽                 |                                              |
| 2022年至今        | 開卷                                                             | 與涂毓麟、何泳芍、伍韻婷、布樂文主持         |
| 2023年            | 同屋企人去旅行                                                   | 與關宛珊主持                                 |
| 2023年            | 國慶煙花耀香江                                                   |                                              |
| 2023年            | 萬千星輝賀台慶                                                   |                                              |
| 香港電台          |                                                                  |                                              |
| 2015年            | 小學校際通識大賽2015                                             | 港台電視31節目，與黃心美、駱振偉主持         |
| 2017年            | 小學校際通識大賽2017                                             | 港台電視31節目，與黃凱琳、虞逸峯、杜小喬主持 |

### 綜藝及新聞節目
| 首播           | 節目                        | 備註                 |
| 無綫電視       |                             |                      |
| 2009年12月     | 今日VIP                     |                      |
| 2012年4月7日   | 千奇百趣高B班               | 第6集                |
| 2012年9月26日  | 千奇百趣東南亞              | 第28集               |
| 2013年8月9日   | 千奇百趣玩FREE D            | 第20集               |
| 2012年1月9日   | 今日VIP                     |                      |
| 2014年5月23日  | 今日VIP                     |                      |
| 2014年         | 新派煮意                    |                      |
| 2016年4月14日  | 都市閒情                    | 「星級寵物駕到」環節 |
| 2016年11月21日 | 都市閒情                    |                      |
| 2017年1月31日  | 都市閒情之新春 PARTY 咪走雞 |                      |
| 2017年3月13日  | 千奇百趣特工隊              | 第11集               |

### 電視劇
| 首播     | 電視劇               | 角色            |
| 邵氏兄弟 |                      |                 |
| 2019年   | 飛虎之雷霆極戰       |                 |
| 2023年   | 廉政狙擊             | 馮日添（馮Sir） |
| 無綫電視 |                      |                 |
| 2021年   | 愛美麗狂想曲         | 程志華          |
| 2021年   | 把關者們             | 李國棟（李Sir） |
| 2021年   | 換命真相             | 張學言          |
| 2022年   | 飛虎之壯志英雄       | 李永典          |
| 2022年   | 回歸光影頌: 我的驕傲 | 男司儀          |
| 2022年   | 白色強人II           | 凌偉康（Ben）   |
| 2023年   | 破毒強人             | 楊敬才          |
| 2023年   | 你好，我的大夫       | 祥兒子          |
| 2024年   | 反黑英雄             | 湯Sir           |
| 2025年   | 麻雀樂團             | 楊堅            |

### 旁白
- 2016年：今日VIP

## 音樂作品

### 單曲
- 2016年：《乘風》（Amazing Summer 主題曲 （页面存档备份，存于））

## 公開活動
- 「APM放榜前的一個晚上」
- 「全港幼聯兒童英詩朗誦比賽2013大會評審」

## 訪問
- 《三周刊》
- 《TVB周刊》
- 《星島日報》特刊
- 《太陽報》

## 廣告
- 可口可樂
- 新奇士
- JVC
- 微軟
- 數碼通

## 著作
- 白蘭氏「學進雞精」通識必讀秘笈2011

## 獎項及提名

### 萬千星輝頒獎典禮
| 年份   | 獎項           | 作品                                                     | 結果     |
| ------ | -------------- | -------------------------------------------------------- | -------- |
| 2020年 | 飛躍進步男藝員 | 《東張西望》 《2020香港小姐競選決賽》 《萬千星輝賀台慶》 | 提名     |
| 2021年 | 最佳男主持     | 《東張西望》                                             | 最後五強 |
| 2022年 | 飛躍進步男藝員 | 《白色強人II》 《東張西望》 《慈善星輝仁濟夜》 《開卷》  | 提名     |

## 資料來源
1. ↑  . 明報. 4月15日  [2021-05-09]. （原始内容存档于2021-05-10）.
2. ↑  電視廣播有限公司：男藝人林溥來基本資料 （页面存档备份，存于）
3. 1 2 3  . 香港01. 2021-06-19  [2021-06-28]. （原始内容存档于2021-06-29）.
4. ↑  . 星島日報. 6月23日  [2017-10-28]. （原始内容存档于2019-06-08）.
5. ↑  . 《太陽報》. 2012-03-28  [2016-05-05]. （原始内容存档于2016-03-05）.
6. ↑  . 《頭條日報》. 2014-07-25  [2016-05-05]. （原始内容存档于2015-10-03）.
7. ↑  . 《蘋果日報》. 2016-05-24  [2016-05-25]. （原始内容存档于2017-01-14）.
8. ↑  . 《忽然一周》. Vol. 877. 2012-05-18  [2014-01-21]. （原始内容存档于2017-12-28）.
9. ↑  . 《蘋果日報》. 2017-12-21  [2018-01-23]. （原始内容存档于2019-06-02）.

## 外部連結
- 林溥來的新浪微博
- 林溥來的Facebook專頁
- 林溥來的Instagram帳戶